# Venceslas de Saxe
Venceslas Ier, né vers 1335 et mort le 15 mai 1388 à Celle, est un prince de la maison d'Ascanie, fils de l'électeur Rodolphe Ier de Saxe. Il est duc de Saxe-Wittemberg et électeur de Saxe, ainsi que prince de Lunebourg de 1373 jusqu'à sa mort. 

## Biographie
Venceslas est le fils cadet de Rodolphe Ier († 1356), duc de Saxe-Wittemberg, et de sa troisième épouse, Agnès de Lindow-Ruppin († 1343). À la mort de son père, le patrimoine de Saxe-Wittemberg et l'électorat de Saxe ont été transmis à son frère aîné Rodolphe II.
Après le décès de son frère en décembre 1370, sans laisser aucun descendant capable de régner, Venceslas lui succède. En tant qu'électeur de Saxe, il prit part à l'élection de Venceslas de Luxembourg au trône du roi des Romains en 1376 et demeura auprès de l'empereur Charles IV en 1377 au château de Tangermünde dans la Vieille-Marche du Brandebourg. Venceslas a avec Venceslas Ier de Luxembourg, duc de Brabant, une querelle de préséance sur le privilège du port de l'Épée impériale lors du sacre. Par conséquent, l'insigne du maréchal d'Empire, composé de deux épées rouges croisées, faisaient partie des armoiries des électeurs de Saxe. 
Venceslas conclut des alliances avec les princes d’Anhalt, les archevêques de Magdebourg et les margraves de Misnie. Au milieu des remous qui secoient l'Empire, il prend constamment le parti du souverain. Après la mort du duc Guillaume II de Brunswick-Lunebourg en novembre 1369, Charles IV attribue la principauté de Lunebourg en tant que fief héréditaire à Albert de Saxe-Wittemberg et à son oncle Venceslas ; néanmoins, par des années de guerre de succession du Lunebourg contre le duc Magnus II de Brunswick, les princes ascaniens ne peuvent la conserver : en 1385, Albert meurt. 
Pour faire la paix, les deux fils aînés de Magnus II, Frédéric et Bernard, se marient avec Anne et Marguerite, deux filles de Venceslas, en 1386. Toutefois, le plus jeune frère, Henri Ier de Brunswick, reprend le combat. Avec la défaite de Winsen an der Aller en 1388, les derniers espoirs de Venceslas s'évanouissent. Il est malade lorsqu'il meurt peu tard lors du siège de la ville de Celle. Comme il meurt subitement, ses contemporains soupçonnent un empoisonnement. Selon certaines sources liées au transfert de sa sépulture, il serait mort le 18 août 1402.

## Mariage et descendance
Le 23 janvier 1376, Venceslas épouse Cécile (1356-1432), fille de Francesco da Carrara, seigneur de Padoue. Ils ont plusieurs enfants :
- Rodolphe III († 1419), électeur de Saxe et duc de Saxe-Wittemberg ;
- Venceslas († 1402) ;
- Éric († en bas âge) ;
- Anne († 1426) ∞ Frédéric de Brunswick-Lunebourg puis Balthazar de Thuringe ;
- Albert III († 1422), électeur de Saxe et duc de Saxe-Wittemberg ;
- Marguerite ∞ Bernard de Brunswick-Lunebourg.